# Sundhedsteknologi
Sundhedsteknologi er af Verdenssundhedsorganisationen (WHO) beskrevet som anvendelse af apparater, medicin, vacciner, procedurer og systemer – med den tilknyttede viden og kompetence – med henblik på at løse et sundhedsproblem eller forbedre livskvalitet.
Sundhedsteknologi dækker på den måde over en række teknologier, som f.eks. medico-teknik (Medtech devices), farmakologi, bioteknologi m.m.
Sundhedsteknologi kan defineres som teknologier, der anvendes til at forbedre menneskers sundhed.
Den definition af sundhedsteknologi kan tage udgangspunkt i WHO's definition af sundhed: ”Sundhed er ikke blot frihed for sygdom, men størst mulig fysisk, psykisk og socialt velbefindende”.
Samtidig kan man anvende et helhedsorienteret tilgang til teknologi, som dækker over både teknik, organisation, viden og produkt.
Dermed etableres en robust definition, som åbner mulighed for at inddrage forskellige teknologier med udgangspunkt i et konkret problem eller situation.